# Pseudochalcura atra
Pseudochalcura atra är en stekelart som beskrevs av John M. Heraty 1986. Pseudochalcura atra ingår i släktet Pseudochalcura och familjen Eucharitidae. Inga underarter finns listade i Catalogue of Life.